# Henry W. Seymour
Henry William Seymour (* 21. Juli 1834 in Brockport, Monroe County, New York; † 7. April 1906 in Washington, D.C.) war ein US-amerikanischer Politiker. Zwischen 1888 und 1889 vertrat er den Bundesstaat Michigan im US-Repräsentantenhaus.

## Werdegang
Henry Seymour besuchte die öffentlichen Schulen seiner Heimat sowie das Brockport Collegiate Institute und die Canandaigua Academy. Im Jahr 1855 absolvierte er das Williams College in Williamstown (Massachusetts). Seymour studierte in Albany die Rechtswissenschaften, ohne jedoch jemals als Jurist zu arbeiten. Bis 1872 war er in seinem Heimatort Brockport im Handel tätig. In diesem Jahr zog er nach Sault Ste. Marie in Michigan, wo er in der Holzbranche und in der Landwirtschaft arbeitete. Politisch war Seymour Mitglied der Republikanischen Partei. Zwischen 1880 und 1882 saß er als Abgeordneter im Repräsentantenhaus von Michigan; von 1882 bis 1888 gehörte er – mit einer Unterbrechung in den Jahren 1884 bis 1886 – dem Staatssenat an.
Nach dem Tod des Kongressabgeordneten Seth C. Moffatt wurde Seymour bei der fälligen Nachwahl für den elften Sitz von Michigan als dessen Nachfolger in das US-Repräsentantenhaus in Washington gewählt, wo er am 14. Februar 1888 sein neues Mandat antrat. Da er im Jahr 1888 von seiner Partei nicht zur Wiederwahl nominiert wurde, konnte er bis zum 3. März 1889 nur die laufende Legislaturperiode im Kongress beenden. Nach seinem Ausscheiden aus dem US-Repräsentantenhaus ist Henry Seymour politisch nicht mehr in Erscheinung getreten. Er starb am 7. April 1906 während eines Besuchs in der Bundeshauptstadt Washington und wurde in seinem Geburtsort Brockport beigesetzt.